# Meridià 68 a l'est
El meridià 68 a l'est de Greenwich és una línia de longitud que s'estén des del pol Nord travessant l'oceà Àrtic, Àsia, l'oceà Índic, l'oceà Antàrtic i l'Antàrtida fins al pol Sud.
El meridià 68 a l'est forma un cercle màxim amb el meridià 112 a l'oest. Com tots els altres meridians, la seva longitud correspon a una semicircumferència terrestre, uns 20.003,932 km. Al nivell de l'Equador, és a una distància del meridià de Greenwich de 7.570 km.

## De Pol a Pol
Començant en el pol Nord i dirigint-se cap al pol Sud, aquest meridià travessa:
| Coordenades                             | País, territori o mar | Notes |
| --------------------------------------- | --------------------- | --- |
| 90° 0′ N, 68° 0′ E / 90.000°N,68.000°E  | Oceà Àrtic            | |
| 81° 0′ N, 68° 0′ E / 81.000°N,68.000°E  | Mar de Barents        | |
| 77° 0′ N, 68° 0′ E / 77.000°N,68.000°E  | Rússia                | Illa Séverni, Nova Terra                                                                                          |
| 76° 14′ N, 68° 0′ E / 76.233°N,68.000°E | Mar de Kara           | |
| 76° 14′ N, 68° 0′ E / 76.233°N,68.000°E | Rússia                | Península de Iamal                                                                                                |
| 69° 28′ N, 68° 0′ E / 69.467°N,68.000°E | Mar de Kara           | Badia de Bajdaratskaia                                                                                            |
| 68° 25′ N, 68° 0′ E / 68.417°N,68.000°E | Rússia                | |
| 54° 57′ N, 68° 0′ E / 54.950°N,68.000°E | Kazakhstan            | |
| 41° 2′ N, 68° 0′ E / 41.033°N,68.000°E  | Uzbekistan            | |
| 40° 51′ N, 68° 0′ E / 40.850°N,68.000°E | Kazakhstan            | For about 6 km |
| 40° 48′ N, 68° 0′ E / 40.800°N,68.000°E | Uzbekistan            | |
| 39° 36′ N, 68° 0′ E / 39.600°N,68.000°E | Tadjikistan           | |
| 39° 1′ N, 68° 0′ E / 39.017°N,68.000°E  | Uzbekistan            | |
| 37° 42′ N, 68° 0′ E / 37.700°N,68.000°E | Tadjikistan           | |
| 36° 56′ N, 68° 0′ E / 36.933°N,68.000°E | Afganistan            | |
| 31° 39′ N, 68° 0′ E / 31.650°N,68.000°E | Pakistan              | Balutxistan Occidental Sindh                                                                                      |
| 23° 47′ N, 68° 0′ E / 23.783°N,68.000°E | Oceà Índic            | Passa a l'est del punt més occidental de l'Índia vora Guhar Moti Índia (a 23° 43′ N, 68° 02′ E / 23.71°N,68.03°E) |
| 60° 0′ S, 68° 0′ E / 60.000°S,68.000°E  | Oceà Antàrtic         | |
| 67° 51′ S, 68° 0′ E / 67.850°S,68.000°E | Antàrtida             | Territori Antàrtic Australià, reclamada per Austràlia                                                             |